# Ruta D-401
La ruta D-401 es una ruta regional primaria que se encuentra en el norte Chico de Chile en  La Serena. En su recorrido de 3,9 km, une la Avenida Cuatro Esquinas con el sector de Ceres y también con el  Aeropuerto La Florida.
El rol asignado a esta ruta regional fue ratificado por la tuición MOP DS Nº 656 del año 2004.

## Recorrido

### Región de Coquimbo
Recorrido: 2,5 km (km 0 a 2).
- Provincia de Elqui: Ruta D-251 (km 2)